# Graptopetalum
Graptopetalum (Rose, 1911) è un genere di piante succulente appartenente alla famiglia delle Crassulaceae, originario di Messico e Stati Uniti sud-occidentali.
L'epiteto Graptopetalum deriva dal greco: graptós (segnato) e pétalon (petalo). Infatti tutte le piante (circa una ventina) di questo genere, pur nelle loro differenziazioni, si caratterizzano  per i piccoli fiori pentastellati segnati da punti o linee rossastre (che compaiono nel periodo primaverile).
Sono anche chiamate "letherpetal" per via delle caratteristiche dei petali, spessi e segnabili come fossero di cuoio.

## Tassonomia
Il genere Graptopetalum conta attualmente 17 specie ed una varietà:
- Graptopetalum amethystinum (Rose) E.Walther –  Lavender pebbles, jewel-leaf plant
- Graptopetalum bartramii Rose –  Patagonia Mountain leatherpetal, Bartram'sstonecrop
- Graptopetalum bellum (Moran & Meyran) D.R.Hunt
- Graptopetalum bernalense (Kimnach & R.C.Moran) V.V.Byalt
- Graptopetalum filiferum (S.Watson) Whitehead
- Graptopetalum fruticosum Moran
- Graptopetalum glassii Acev.-Rosas & Cházaro
- Graptopetalum grande Alexander
- Graptopetalum macdougallii Alexander
- Graptopetalum marginatum Acev.-Rosas & Cházaro
- Graptopetalum pachyphyllum Rose
- Graptopetalum paraguayense (N.E.Br.) E.Walther – Mother of pearl plant, ghost plant
- Graptopetalum pentandrum Moran
- Graptopetalum pusillum Rose
- Graptopetalum rusbyi (Greene) Rose –  San Francisco River leatherpetal
- Graptopetalum saxifragoides Kimnach
  - Graptopetalum saxifragoides var. fariniferum Kimnach
- Graptopetalum superbum (Kimnach) Acev.-Rosas